# Movistar Open 2006 - Qualificazioni singolare
Le qualificazioni del singolare  del Movistar Open 2006 sono state un torneo di tennis preliminare per accedere alla fase finale della manifestazione. I vincitori dell'ultimo turno sono entrati di diritto nel tabellone principale. In caso di ritiro di uno o più giocatori aventi diritto a questi sono subentrati i lucky loser, ossia i giocatori che hanno perso nell'ultimo turno ma che avevano una classifica più alta rispetto agli altri partecipanti che avevano comunque perso nel turno finale.
Le qualificazioni del torneo Movistar Open  2006 prevedevano 16 partecipanti di cui 4 sono entrati nel tabellone principale.

## Teste di serie
1. Hugo Armando (Qualificato)
2. Daniel Gimeno Traver (ultimo turno)
3. Máximo González (primo turno)
4. Dušan Vemić (ultimo turno)

1. Tomas Tenconi (ultimo turno)
2. Carlos Cuadrado (Qualificato)
3. František Čermák (ultimo turno)
4. Gustavo Marcaccio (Qualificato)

## Qualificati
1. Hugo Armando
2. Gustavo Marcaccio

1. Leoš Friedl
2. Carlos Cuadrado

## Tabellone

### Legenda
| - Q = Qualificato - WC = Wild card - LL = Lucky loser | - ALT = Alternate - SE = Special Exempt - PR = Protected Ranking | - w/o = Walkover - r = Ritirato - d = Squalificato |

### Sezione 1
|  | Primo turno | Primo turno             | Primo turno             | Primo turno | Primo turno |  |  | Ultimo turno | Ultimo turno     | Ultimo turno | Ultimo turno | Ultimo turno |  |
|  |             |                         |                         |             |             |  |  |              |                  |              |              |              |  |
|  | 1           | Hugo Armando            | Hugo Armando            | 6           | 6           |  |  |              |                  |              |              |              |  |
|  |             | Claudio Santibanez      | Claudio Santibanez      | 2           | 1           |  |  | 1            | Hugo Armando     | 4            | 6            | 6            |  |
|  | 7           | František Čermák        | František Čermák        | 6           | 6           |  |  | 7            | František Čermák | 6            | 4            | 2            |  |
|  |             | Mauricio Alvarez-Guzman | Mauricio Alvarez-Guzman | 1           | 0           |  |  |              |                  |              |              |              |  |

### Sezione 2
|  | Primo turno | Primo turno          | Primo turno          | Primo turno | Primo turno |  |  | Ultimo turno | Ultimo turno         | Ultimo turno | Ultimo turno | Ultimo turno |  |
|  |             |                      |                      |             |             |  |  |              |                      |              |              |              |  |
|  | 2           | Daniel Gimeno Traver | Daniel Gimeno Traver | 6           | 6           |  |  |              |                      |              |              |              |  |
|  |             | Diego Orellana       | Diego Orellana       | 1           | 1           |  |  | 2            | Daniel Gimeno Traver | 6            | 4            | 3            |  |
|  | 8           | Gustavo Marcaccio    | Gustavo Marcaccio    | 6           | 6           |  |  | 8            | Gustavo Marcaccio    | 3            | 6            | 6            |  |
|  |             | Pablo Arcos          | Pablo Arcos          | 0           | 0           |  |  |              |                      |              |              |              |  |

### Sezione 3
|  | Primo turno | Primo turno      | Primo turno      | Primo turno | Primo turno |  |  | Ultimo turno | Ultimo turno  | Ultimo turno  | Ultimo turno | Ultimo turno |  |
|  |             |                  |                  |             |             |  |  |              |               |               |              |              |  |
|  |             | Leoš Friedl      | 2                | 6           | 6           |  |  |              |               |               |              |              |  |
|  | 3           | Máximo González  | 6                | 3           | 1           |  |  |              | Leoš Friedl   | Leoš Friedl   | 7            | 6            |  |
|  | 5           | Tomas Tenconi    | Tomas Tenconi    | 6           | 6           |  |  | 5            | Tomas Tenconi | Tomas Tenconi | 65           | 3            |  |
|  |             | Alexander Beller | Alexander Beller | 0           | 0           |  |  |              |               |               |              |              |  |

### Sezione 4
|  | Primo turno | Primo turno                | Primo turno                | Primo turno | Primo turno |  |  | Ultimo turno | Ultimo turno    | Ultimo turno    | Ultimo turno | Ultimo turno |  |
|  |             |                            |                            |             |             |  |  |              |                 |                 |              |              |  |
|  | 4           | Dušan Vemić                | 6                          | 4           | 6           |  |  |              |                 |                 |              |              |  |
|  |             | Phillip Harboe             | 4                          | 6           | 4           |  |  | 4            | Dušan Vemić     | Dušan Vemić     | 2            | 4            |  |
|  | 6           | Carlos Cuadrado            | Carlos Cuadrado            | 6           | 6           |  |  | 6            | Carlos Cuadrado | Carlos Cuadrado | 6            | 6            |  |
|  |             | Ricardo Wilhelm-Del Villar | Ricardo Wilhelm-Del Villar | 2           | 0           |  |  |              |                 |                 |              |              |  |